# Epicriiae
Sous-cohorte
Les Epicriiae  Vitzthum, 1938 sont une sous-cohorte d'acariens Mesostigmata. Elle contient trois familles et 250 espèces.

## Classification
Epicrioidea
- Epicriidae

Zerconoidea
- Zerconidae
- Coprozerconidae